# Любча (Болгарія)
Лю́бча (болг. Любча) — село в Смолянській області Болгарії. Входить до складу общини Доспат.

## Населення
За даними перепису населення 2011 року у селі проживали 848 осіб.
Національний склад населення села:
| Національність   | Кількість осіб | Відсоток |
| ---------------- | -------------- | -------- |
| болгари          | 289            | 94,8%    |
| не визначились   | 13             | 4,3%     |
| Всього відповіли | 305            |          |

Розподіл населення за віком у 2011 році:
Динаміка населення: